# ضربات السودان الجوية في 2009
في شهري يناير وفبراير من العام 2009، نفذت  ضربتان جويتان على السودان والبحر الأحمر، وقد قيل أن الهجمتين نفذتا من قبل القوات الجوية الإسرائيلية ضد قوافل أسلحة تهرب إلى قطاع غزة عبر السودان. الضربة الجوية الأولى نفذتها طائرات غير محددة الدولة ضد قافلة اشتبهت في أنها تحمل أسلحة، بينما كانت تقود برًا في السودان متجهة إلى قطاع غزة عبر مصر، كان ذلك في يناير 2009، أسفرت الغارة عن مقتل كل من كان في القافلة تقريبًا. استنتجت تقارير صحفية صادرة في مصر والولايات المتحدة أن تكون الضربات الجوية قد نفذتها مقاتلات إسرائيلية أو أمريكية، لكن وثائق حكومية إسرائيلية لاحقة أعطت تأكيدًا تقريبيًا لاشتراك وحدات عسكرية إسرائيلية في العملية.
ونفى المتحدث باسم قيادة الجيش الأمريكية في إفريقيا أن تكون طائرات أمريكية قد شاركت في ضربات جوية على السودان، مشددًا على أن القوات الأمريكية لا تقوم بعمليات دورية في المنطقة، بل تقدم مساعدات لدول المنطقة وتتشارك معها المعلومات الاستخباراتية أحيانًا.